# Limbenii Noi
Limbenii Noi è un comune della Moldavia situato nel distretto di Glodeni di 1.676 abitanti al censimento del 2004